# Shinobu Hashimoto
Shinobu Hashimoto (Hyōgo, 18 de abril de 1918 — Tóquio, 19 de julho de 2018) foi um roteirista, cineasta e produtor de cinema japonês.